# Mahakali (strefa)
Mahakali (nep. महाकाली अञ्चली) – jedna ze stref w regionie Sudur-Paśćimańćal, w Nepalu. Stolicą tej strefy jest miasto Amaragadhi.
Mahakali dzieli się na 4 dystrykty:
- Dystrykt Baitadi (Baitadi),
- Dystrykt Dadeldhura (Dadeldhura),
- Dystrykt Darchula (Darchula),
- Dystrykt Kanchanpur (Mahendra Nagar).